# Soulseek
Soulseek (англ. soulseek — «пошук душі») — P2P-мережа для обміну файлами, переважно музичними. Розробник Soulseek — Нір Арбель (англ. Nir Arbel), колишній програміст компанії Napster.

## Особливості

### Вміст
Доступність вмісту в мережі та доступ до файлів, які користувачі обрали для поширення, визначаються самими користувачами Soulseek.

### Сервер
Soulseek використовує два головні сервери. Один із серверів підтримує початковий клієнт, мережу версії 156, а також новіші мережі (що працюють із клієнтами 157 та Qt). Хоча ці сервери є ключовими для обробки пошукових запитів та розміщення чат-кімнат, вони не беруть безпосередньої участі в передачі файлів між користувачами. Передача файлів відбувається напряму між зацікавленими користувачами.

### Пошук
Користувачі можуть шукати файли за назвами; результати відображаються у вигляді списку файлів, що відповідають пошуковому запиту. Пошукові запити можуть містити оператори виключення для уточнення результатів. Наприклад, запит «blue suede -shoes» покаже результати, що містять слова «blue» та «suede», але виключить ті, де є слово «shoes».

### Одноджерельне завантаження
Soulseek не підтримує завантаження файлу одночасно з декількох джерел (багатоджерельне завантаження).

### Блокування користувачів
Клієнти версій 156 та 157 (але не Qt-клієнт, станом на липень 2011 року) мають функцію блокування (бану), за допомогою якої можна заборонити обраним користувачам завантажувати файли. Це може бути реакцією на користувачів-лічерів (тих, хто завантажує файли від інших, не ділячись власними), або відбуватися за інших обставин, наприклад, через суперечки, одночасне завантаження великої кількості файлів або навіть без видимої причини.

### Завантаження альбомів
Soulseek, подібно до інших P2P-мереж, дає змогу завантажувати як певні файли зі списку результатів пошуку, так і цілі теки. Наприклад, якщо користувач хоче поділитися цілим альбомом, він може поширити теку, назва якої відповідає назві альбому. Інший користувач у такому разі може завантажити всі файли альбому однією дією.

### Профілі користувачів
Користувачі можуть заповнювати інформацію про себе (наприклад, вказувати базові відомості, власні правила поширення файлів), створювати списки улюбленого контенту (або того, що їм не подобається) чи прикріплювати зображення.

### Списки бажань
Клієнти Soulseek версій 156, 157 та Qt надають можливість використовувати «список бажань», який зберігається постійно. Пошукові запити із цього списку виконуються у фоновому режимі, і в разі знаходження збігу результат відображається користувачеві.

## Проблеми авторських прав
Розробники Soulseek заявляють, що вони проти порушення авторських прав, а метою їхнього сервісу є підтримка незалежних виконавців (тих, хто не має контракту з лейблом). Цитата з їхньої офіційної сторінки:
|   | Soulseek не підтримує і не схвалює обмін матеріалами, захищеними авторськими правами. Ви повинні надсилати та завантажувати лише ті файли, на завантаження яких ви маєте законні підстави або отримали дозвіл на поширення. |
| — | |

У 2008 році дві асоціації французької музичної індустрії подали на Soulseek до суду, стверджуючи, що платформу було розроблено для надання несанкціонованого доступу до творів, захищених авторським правом.